# Poldertoren

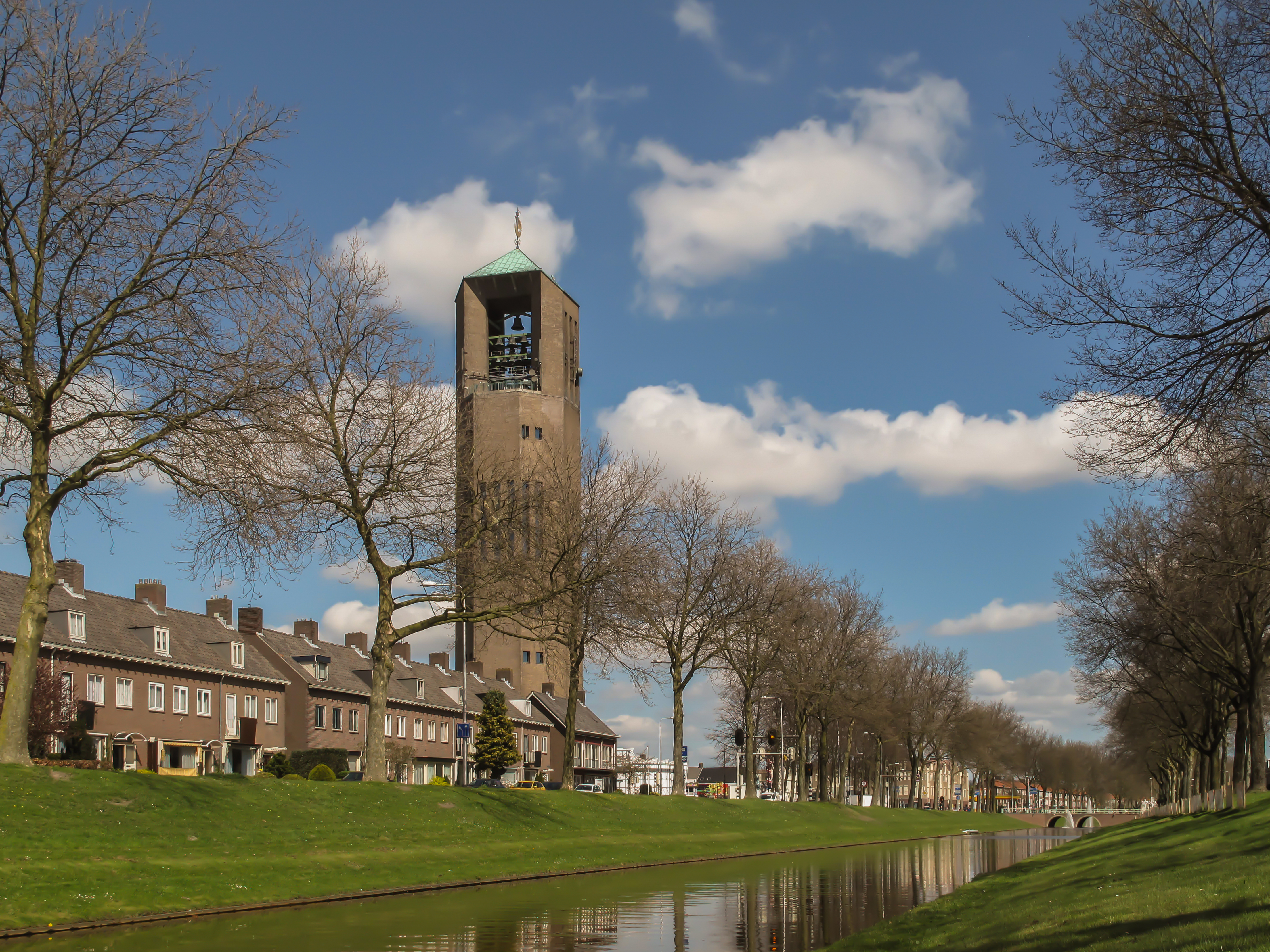
Emmeloord, Poldertoren in straatzicht

De Poldertoren is een watertoren die in het centrum van Emmeloord staat. De toren werd gebouwd tussen 1957 en 1959. Met een hoogte van 65,30 meter is deze watertoren een van de hoogste watertorens van Nederland. De toren heeft een groot carillon. De toren, die geen dienst meer doet als watertoren, is sinds 2014 een rijksmonument.
De toren is gebouwd door Waterleiding Maatschappij Overijssel. De toren werd vervolgens eigendom van waterleidingbedrijf Vitens dat hem had overgenomen van de stichter. In 2005 is de toren aangekocht door de gemeente Noordoostpolder. In de toren werden onder andere het VVV-kantoor met ANWB-winkel, een kantoor en, ter hoogte van de klok, restaurant Sonoy met een Michelinster gevestigd. Omdat de gemeente echter het onderhoud niet meer kon financieren, is de toren in 2013 leeg komen te staan.
Tijdens storm Eunice in februari 2022 waaide cijfer 3 van de noordkant van de klok.
Eind mei 2025 is begonnen met renovatie van de toren.

## Gegevens
De toren is 65,3 meter hoog en met windvaan 70,5 meter. Het bezoekersplatform zit op 43,4 meter hoogte. De breedte van de Poldertoren is aan de voet 14,0 m en op het bezoekersplatform 13,4 meter. De toren heeft een trap met 243 treden. De opslagcapaciteit van water was 1850 kubieke meter. In de toren is verwerkt: 1220 m³ beton, 185 ton wapeningsstaal, 600.000 bakstenen, 624 ton cement en 7200 draineerbuizen.

## Architecten
- J.W.H.C. Pot (architectenbureau Pot en Pot-Keegstra) (1955-1959)
- H. van Gent (1950-1959)

## Geschiedenis
Al in een vroeg stadium van de planvorming werd besloten dat op het centrale plein van Emmeloord, in het hart van de polder, een hoge toren zou komen te staan. Deze toren zou moeten fungeren als baken in de wijde omgeving en als symbool van de eenheid van de polder. Het mocht geen kerktoren worden, want geen van de kerken mocht over de ander domineren.
Voor de watervoorziening van de polder was een watertoren noodzakelijk en zo ontstond het idee om deze aan te kleden tot poldertoren. In december 1950 heeft de waterleidingsmaatschappij van de provincie Overijssel een openbare ideeënprijsvraag voor de toren uitgeschreven. De opdracht was een watertoren te ontwerpen met een carillon en een uitkijkplatform. Voorgeschreven werd onder andere dat de toren de eenheid van de polder moest symboliseren en Emmeloord als centrum moest accentueren. Uiteindelijk werd het ontwerp Utillis van de Amsterdamse architect H. van Gent aangewezen om verder te worden uitgewerkt, waarbij hij steun kreeg van J.W.H.C. Pot. De bouw van de toren startte op 12 juni 1957 en op 20 juni 1959 werd de toren officieel in gebruik genomen.

## Middelpunt
Over de toren is lang gezegd dat hij precies in het midden van de Noordoostpolder is gebouwd. Ook bij de plaatselijke overheid was men daarvan overtuigd. In 2022 bleek echter, na berekening door de geografisch analist van de gemeente, dat het geografisch middelpunt van de polder 1200 meter ten oosten van de toren ligt, bij het festivalterrein aan de Kamperweg.

## Het carillon
A.D. van Eck, hoofd van de bouwkundige afdeling van de toenmalige Directie van de Wieringermeer (Noordoostpolderwerken), heeft zich sterk gemaakt voor de totstandkoming van een beiaard. Een actie onder de bevolking, waartoe A.D. van Eck de aanzet had gegeven, leverde in totaal 48 klokken op. Zo schonk ieder dorp in de gemeente Noordoostpolder een klok.

## De Beiaard
De Beiaard kreeg in de jaren 1958/59 48 klokken, door klokkengieterij Eijsbouts gegoten. Deze zijn opgesteld volgens de reeks c1 (2382 kg)-d1-chromatisch-c5.
Alle klokken hebben inscripties. De zwaarste klok met de naam 'Juliana Regina' doet tevens dienst als luidklok en is de zwaarste luidklok in Flevoland. De kleinste klok weegt 13 kilogram.

### Inscripties in de klokken
- Juliana Regina (Koningin Juliana)
- Lely; Fait ce que dois, advienne que pourra (doe wat moet, wat er ook gebeure moge)
- A.D. van Eck; Facta non verba (Geen woorden, maar daden)
- De Nijverheid; Ora et Labora (Bid en werk)
- De Vrede; Post Secundum Anno Tertium Decimo (In het dertiende jaar na de Tweede Wereldoorlog)
- De Eenheid; Concordia Res Parvae Crescunt (Eendracht maakt macht)
- De Dialoog; Ratio Omnia Vincit (Overleg overwint alles)
- Emmeloord
- Marknesse
- Luttelgeest
- Kraggenburg
- Ens
- Nagele
- Creil
- Espel
- Rutten
- Bant
- Tollebeek

## Beiaardier
- Anne Kroeze
- W.C.A van Eck

## Bijzonderheden
in Mizumaki Japan staat een replica van de Poldertoren ter ere van de stedenband die Emmeloord met Mizumaki van 1996 tot 2000 onderhouden heeft.